# Austin O'Brien
Austin Taylor O'Brien (Eugene (Oregon), 11 mei 1981) is een Amerikaans acteur en fotograaf.

## Biografie
O'Brien werd geboren in Eugene in de Amerikaanse staat Oregon in een gezin van drie kinderen. hij studeerde af in Musicologie aan de Azusa Pacific University in Azusa (Californië).
O'Brien is sinds 2006 getrouwd.

## Filmografie

### Films
Uitgezonderd korte films.
- 2013 Rain from Stars – als jonge Edward
- 2010 Innocent – als Jae
- 2009 Bounty – als Jake
- 2007 A Christmas Too Many – als Jack
- 2003 Runaways – als Steve Moore
- 2001 Spirit – als Cole
- 1998 Only Once – als Greg Packer
- 1996 Home of the Brave – als Joshua Greene
- 1996 Lawnmower Man 2: Beyond Cyberspace – als Peter Parkette
- 1995 The Baby-Sitters Club – als Logan Bruno
- 1995 Apollo 13 – als whizkid
- 1994 My Girl 2 – als Nick Zsigmond
- 1993 Prehysteria! – als Jerry
- 1993 Last Action Hero – als Danny Madigan
- 1992 The Lawnmower Man – als Peter Parkette

### Televisieseries
Uitgezonderd eenmalige gastrollen.
- 1996-1999 Promised Land – als Joshua Greene – 67 afl.
- 1996-1998 Touched by an Angel – als Joshua Greene – 6 afl.

## Prijzen
Razzie Award
- 1994 in de categorie Slechtste Nieuwe Ster met de film Last Action Hero - genomineerd.

Young Artist Award
- 2000 in de categorie Beste Optreden in een Televisieseriemet de televisieserie Promised Land - gewonnen.
- 1999 in de categorie Beste Optreden in een Televisieserie - Jonge Cast met de televisieserie Promised Land - gewonnen.
- 1998 in de categorie Beste Optreden in een Televisieserie - Hoofdrol met de televisieserie Promised Land - gewonnen.
- 1997 in de categorie Beste Optreden in een Televisieserie - Jeugdacteur met de televisieserie Promised Land - genomineerd.
- 1997 in de categorie Beste Optreden in een Televisieserie - Gastacteur met de televisieserie ER - genomineerd.
- 1995 in de categorie Beste Optreden door een Jeugdacteur in een Film met de film My Girl 2 - genomineerd.
- 1994 in de categorie Beste Optreden door een Jeugdacteur in een Film met de film Last Action Hero - genomineerd.

YoungStar Award
- 1999 in de categorie Beste Optreden door een Jeugdacteur in een Televisieserie met de televisieserie Promised Land - genomineerd.
- 1998 in de categorie Beste Optreden door een Jeugdacteur in een Televisieserie met de televisieserie Promised Land - genomineerd.

- Gemeinsame Normdatei: 1012044521
- International Standard Name Identifier: 0000 0001 1959 1902
- Library of Congress Control Number: no99001461
- Nationale Bibliotheek van Tsjechië: xx0023027
- PIC: 385561
- Virtual International Authority File: 161205542
- WorldCat: E39PBJc7WF88TMgmmyYk36dPcP